# Perušić
Perušić falu és község Horvátországban Lika-Zengg megyében. Közigazgatásilag Bakovac Kosinjski, Bukovac Perušićki, Donji Kosinj, Gornji Kosinj, Kaluđerovac, Klenovac, Konjsko Brdo, Kosa Janjačka, Kvarte, Krš, Lipovo Polje, Malo Polje, Mezinovac, Mlakva, Prvan Selo, Studenci és Selo Sveti Marko települések tartoznak hozzá.

## Fekvése
Gospićtól légvonalban 11 km-re, közúton 13 km-re északra, Otocsántól légvonalban 27 km-re közúton 32 km-re délkeletre keletről a Gradina és nyugatról a Klis nevű magaslatok által határolt tágas medencében, az Otocsántól Gospićra vezető 50-es számú főút mellett fekszik. Áthalad rajta a Zágráb-Split vasútvonal és közelében halad el az A1-es autópálya is.

## Története
A község területén már az i. e. 1. évezredben élénk élet folyt. Erről tanúskodik az itt található erődített települések sora. Az ókorban az i. e. 1–5. században Kosinj és Kvarte voltak a gazdasági és kulturális fő helyei. Itt haladt át a Rómáról Dalmáciába menő szárazföldi kereskedelmi forgalom. A középkorban újra számos település volt ezen a vidéken, melyeknek a török hódítás vetett véget.
Perušić első írásos említése 1487-ben történt, alapítói egy testvérpár, a dalmáciai Zagorából származó Perušić Domonkos és Gáspár voltak. Róluk, illetve a róluk elnevezett erődről kapta nevét a település, amelyet a korabeli források Perušićki stari grad (Perušići öreg vár), Gradina, a nép pedig leginkább Perušićka kula (Perušić tornya) néven emlegetett. Perušić Gáspár báni helytartó volt és a horvát rendek nevében egyik aláírója a magyar trónért vívott harcokat lezáró 1491-es pozsonyi békének mely szerint II. Ulászló lett a magyar király, azzal a kikötéssel, hogy magtalan halála esetén Miksa király és utódai öröklik a magyar trónt. A pozsonyi béke oklevelén fennmaradt oroszlános pecsétje, mely a mai Perušić községnek is a szimbóluma lett. Miután a török 1514-ben feldúlta a vidéket a Periušićok a Felvidékre települtek át. Amikor 1527-ben a török elfoglalta Lika és Korbava területét Perušić a Likai szandzsák részeként az egyik legfontosabb likai török végvár lett, melyet Malkocs boszniai bég parancsára fel is újítottak. Az elpusztított környékbeli települések lakossága legnagyobbrészt a Magyar Királyság megmaradt területeire menekült. A középkori templomot török dzsámivá építették át. A közelben Kvarte területén egy másik Štitar nevű erősséget is épített a török, mely később elveszítve jelentőségét idővel elpusztult. Ez a vidék a következő időszakban állandó háborús övezet lett a Magyar Királyság, a Velencei Köztársaság és az Oszmán Birodalom között. 1636-ban otocsáni határőrök rohanták meg a török kézen levő várat, melyet leromboltak, de hamarosan újjáépült. A Lika török alóli Marko Mesić pap vezette felszabadítását, 1685-öt követően az otocsáni határőrezred területéhez tartozott. A település felszabadítása után ottmaradt néhány török család akiket Mešić megkeresztelt, néhányan utódaik közül ma is török eredetű neveket viselnek. 1746-ban az otocsáni ezred egyik századának központja lett. Perušićot a horvát írásbeliség bölcsőjeként is emlegetik, miután a közeli Kosinjban megtalálták azt a nyomdagépet, amelyen az egyik legrégibb horvát nyelvű nyomtatott könyvet a később a római pápai udvarba került, sok illusztrációval és metszettel díszített Kosinji misekönyvet nyomtatták. 1779-ben már iskola működött itt. 1857-ben postahivatal nyílt a településen. 1874-ben megnyílt az első leányiskola. 1886-ban egyesületet alapítottak a Samograd-barlang feltárására és rendezésére, ez volt az egyik első barlangász egyesület az országban. 1857-ben 995, 1910-ben 966 lakosa volt. A trianoni békeszerződés előtt Lika-Korbava vármegye Perušići járásához tartozott. 1886 és 1924 között járási székhely volt. 1920-ban felépült a település vasútállomása. Ezt követően előbb a Szerb-Horvát-Szlovén Királyság, majd Jugoszlávia része lett. 1991-ben lakosságának 94 százaléka horvát nemzetiségű volt. 1991-ben a független Horvátország része lett, de a közeli falvak szerb lakossága még az évben Krajinai Szerb Köztársasághoz csatlakozott. A település közel esett a frontvonalhoz, emiatt állandó fenyegetettségben volt. 1992. január 19-én tüzérségi támogatás mellett szerb gyalogsági és gépesített alakulatok támadást intéztek Perušić védői ellen, amelyet azok sikeresen visszavertek. 2011-ben 852 állandó lakosa volt.

## Lakosság
| Lakosság változása | Lakosság változása | Lakosság változása | Lakosság változása | Lakosság változása | Lakosság változása | Lakosság változása | Lakosság változása | Lakosság változása | Lakosság változása | Lakosság változása | Lakosság változása | Lakosság változása | Lakosság változása | Lakosság változása | Lakosság változása |
| ------------------ | ------------------ | ------------------ | ------------------ | ------------------ | ------------------ | ------------------ | ------------------ | ------------------ | ------------------ | ------------------ | ------------------ | ------------------ | ------------------ | ------------------ | ------------------ |
| 1857               | 1869               | 1880               | 1890               | 1900               | 1910               | 1921               | 1931               | 1948               | 1953               | 1961               | 1971               | 1981               | 1991               | 2001               | 2011               |
| 995                | 1.060              | 904                | 839                | 919                | 966                | 1.150              | 1.216              | 1.003              | 1.159              | 1.290              | 1.343              | 1.218              | 1.316              | 957                | 852                |

## Nevezetességei
- A Grabovača Barlangpark 1,5 km²-es területén található Horvátország összes védett barlangtani helyszínének 25%-a. A karsztvidéki parkot hat barlang és egy üreg cseppkövekkel teli komplexuma alkotja. Közülük három, a Samograd-, a Medina- és az Amidžina-barlang 1964 óta természetvédelem alatt áll. Közvetlen közelükben található a Velika Kozarica, a Mala Kozarica, a Tabakuša és Slipica-barlang. A község területén ezeken kívül még mintegy tíz, eddig feltáratlan barlang is található, melyek azonban nem tartoznak a barlangpark területéhez.
- A település központjától 1 km-re délnyugatra található Perušić várának maradványa,[4] az öregtorony három emeletnyi magas romja. A vár szabálytalan négyszög alaprajzú volt, három sarkán félköríves bástyákkal. Közepén helyezkedett el az öregtorony. A tornyon ma is láthatók az egykori ágyúállások és bár a korábbi szintekből csak egy maradt épen, mégis ez a Lika térségének egyek legjobb állapotban megmaradt várromja.
- A vár dombja melletti magaslaton áll a település Szent Kereszt Felmagasztalása tiszteletére szentelt plébániatemploma.[5] A Lika térségének egyik legszebb és legértékesebb szakrális építménye. A templom 1698-ban épült késő barokk – rokokó stílusban a török dzsámivá átépített középkori templom átépítésével. A templom 42 méter hosszú, aranyozott keresztjét a zágrábi székesegyház keresztjével cserélték ki, amely 1863-ban kiégett. A templom kapuja felett a következő felirat olvasható: IN HOC SIGNO VINCES, azaz „e jelben győzni fogsz”. Az idézet I. Constantinus római császárnak a milviusi hídi csata előtti látomásából való. A hagyomány ugyanis Constantinus édesanyjának Ilonának tulajdonítja Jézus keresztjének megtalálását és felmagasztalását (exalatio S. Crucis) mely a templom búcsúünnepe. A templom platója alatt temető található, melyet török korinak tartanak.
- A plébániát 1772-ben építették. Két olyan plébánosa is volt a falunak akikből később zenggi püspök lett, Nikola Pohmajević 1718-ban és Ivan Krstitelj Kabalin 1772-ben.
- A Szent Rókus kápolnát[6] 1905-ben építették. A falu központjában található, főhomlokzata északkeleti tájolású. Egyhajós épület, sokszög záródású apszissal és harangtoronnyal, amely sekély rizalitban, középen emelkedik ki a homlokzat faltömegéből. A főhomlokzat egyszerűen kialakított, lizénák keretezik, és függőlegesen három tengelyre osztják. A kápolna fogadalmi kápolnának épült. A neogótikus berendezéssel gazdagított kápolnának építészeti, történelmi és környezeti értékei vannak. A település központjában elfoglalt helye miatt része Perušić városképének.
- Védett épület a Marko Mesić tér 2. szám alatti régi iskolaépület.[7] Az épület a faluban fekvő enyhe dombon található. Szabadon álló, téglalap alaprajzú emeletes építmény, hátsó részén rizalittal, főhomlokzata keleti tájolású. A főhomlokzaton kilenc ablaktengely található, ebből a két-két szélső sekély rizalitban kiemelve. Az épület a 19. és 20. század fordulóján általános iskolaként épült, szecessziós részletekkel díszített neo stílusú épületként. 1998-ban önkormányzati épületté alakították át. Az épület építészeti értékei az épületszerkezet megőrzésében és a homlokzatdíszekben nyilvánulnak meg. Méreteivel és településközponti elhelyezkedésével, valamint a település városiasságának szimbólumaként településképi jelentőséggel bír.
- A kosinji híd egy hetven méter hosszú kőhíd, mely a Lika-patakon ível át Gornji és Donji Kosinj között. A hidat 1929 és 1936 között építették az óhorvát hidak mintájára Milivoj Frković tervei szerint a ún. „beékelt kövek” technikájával. Ivei úgy vannak kialakítva, hogy a vízben tükröződő tükörképükkel kiegészülve szabályos köralakot adjanak. A hídban a pillérek felett kisebb kör alakú nyílások vannak kialakítva.
- A Begovača erdőben az azonos nevű forrásnál egy a 4. századból származó latin nyelvű felirat látható. A felirat a Orthoplin és Parentin japod nemesi családok közötti birtokhatárt volt hivatott megjelölni.